# أتاون (غيبوثكوا)
بلدية أتاون (بالإسبانية: Ataun) هي بلدية تقع في مقاطعة غيبوثكوا التابعة لمنطقة إقليم الباسك شمال إسبانيا.

## الديموغرافيا
يبلغ عدد سكان بلدية أتاون 1.669 نسمة عام 2011 (وفقاً للمعهد الوطني للإحصاء الإسباني).
| 1.589 | 1.553 | 1.534 | 1.531 | 1.599 | 1.671 | 1.669 |